# Лехаим
«Леха́им» — российский ежемесячный иллюстрированный литературно-публицистический журнал, издаваемый Федерацией еврейских общин России (ФЕОР). Он посвящён истории, культуре и религии еврейского народа. Объединяет разнообразные жанры — художественную прозу, критику, исторические эссе, рецензии и обзоры. Журнал начал издаваться в декабре 1991 года по инициативе Боруха Горина, который стал его главным редактором. Слово «леха́им» в переводе с иврита приблизительно означает «за жизнь!» и используется в качестве то́ста.

## История журнала
Журнал был основан в конце 1991 года (свидетельство о регистрации было получено 22 мая 1992 года) журналистом и активистом марьинорощинской общины движения Хабад Борухом Гориным. Первоначально предполагалось, что новый журнал получит название «Шалом», но затем всё же было выбрано слово «Лехаим».
Первый номер журнала состоял из восьми страниц и, по позднейшей оценке Боруха Горина, напоминал «студенческую многотиражку». Первый год журнал выходил нерегулярно. До середины 1990-х годов практически все материалы, публиковавшиеся в журнале, были переводными, знакомящими читателей с азами еврейской жизни, а сам журнал носил характер «агитки» не очень хорошего качества.
По признанию Боруха Горина, вначале журнал читали «потому, что читать больше было нечего».
Директором по рекламе на этапе становления журнала работал Александр Борода, впоследствии ставший президентом Федерации еврейских общин России.
Со второй половины 1990-х годов, по воспоминаниям Б. Горина, он стал понимать, что надо делать еврейский журнал, а не хабадский журнал.
И уже к концу 1990-х годов «Лехаим», по оценке одного из экспертов, стал «стильным полноцветным изданием с отличной полиграфией и рекордным для еврейских СМИ тиражом».
В 2000-е годы тираж журнала достиг 50 000 экземпляров в месяц, появилась Интернет-версия, выходившая на две недели раньше бумажной.
В 2000-х годах происходило радикальное расширение круга авторов и тем, отказ от перепечаток в пользу эксклюзивных материалов. Журналу удалось выбраться из рамок «ведомственности» и постепенно превратиться в журнал, интересный не только религиозным евреям и даже не только евреям вообще.
Медиаэксперт Михаил Гольд в середине 2000-х отмечал, что стратегия «Лехаима» — это «действенный путь достучаться до контингента, третьей дорогой обходящего синагогу».
До 2007 года рубрикация журнала носила в основном ситуативный характер: рубрики появлялись и исчезали в зависимости от наличия или отсутствия материалов. Обязательный характер носили публикации писем Седьмого Любавичского Ребе Менахема-Мендла Шнеерсона, эссе раввина Берла Лазара на актуальные темы и новости Федерации еврейских общин СНГ (с начала 2000-х годов. — Новости Федерации Еврейских Общин России).
В 2007—2014 происходило постепенное переформатирование количества разделов в соответствии с концепцией о миссии журнала (см. ниже).
В январе 2007 года публикации журнала жестко структурировались по разделам, которых на тот момент было семь.
В конце 2008 года был упразднён раздел «Аллея Славы», где, начиная с 1990-х годов, публиковались статьи о выдающихся евреях и календарь памятных еврейских дат. Некрологи из этого раздела были перенесены в раздел «Перекрёсток».
С апреля 2006 по март 2014 года в журнале существовал раздел «Книгоноша», унаследовавший традиции одноимённого журнала, издававшегося в начале 2000-х годов издательством «Гешарим» и присоединённого к «Лехаиму». В дальнейшем его функции были распределены между разделами «Университет», «Перекрёсток» и «Парк культуры». Начиная с 2014 года журнал содержал пять разделов:
«Дом учения», посвящённый изучению еврейской мысли на основе Торы. Раздел включает несколько рубрик: «Послания Любавичского Ребе», «Слово раввина» (колонка главного раввина России Берла Лазара), «Читая Тору», «Календарь», «Щепотка знаний», «Актуальная Алаха».
«Университет», который включает образовательные статьи и очерки, а также эссе на актуальные научные темы и ответы на вопросы, связанные с изучением иудаики.
«Перекрёсток» — публицистический, ориентированный на проблемные материалы, анализирующие общественно-политические и культурные события, актуальные в еврейском мире, представляющий широкий спектр мнений экспертов.
«Парк культуры», который включает интервью с деятелями культуры, обзор книжных новинок, новинок кинематографа, музыкальных альбомов, афишу выставок и спектаклей, а также рецепты кошерных блюд.
«Библиотека», где публикуются оригинальные русскоязычные и переводные произведения еврейских авторов. Часто здесь впервые публикуются по-русски многие произведения еврейских классиков, написанные на иврите, идише и английском, а также первые публикации рассказов современных русскоязычных еврейских писателей.
Начиная с 2011 года в качестве приложения к журналу начали печататься препринты произведений классиков литературы на языке идиш, которые затем выходили отдельными изданиями.
5 декабря 2011 года главный раввин России Берл Лазар поздравил редакцию, авторский коллектив и читателей «Лехаима» с 20-летием издания журнала. В поздравлении отмечалось, что на страницах журнала находил своё отражение каждый этап восстановления еврейской общины России. «Сегодня для всех евреев, говорящих по-русски, очень важно, что есть такой журнал, что на его страницах глубоко анализируется ситуация в общине и в еврейском мире в целом, что он постоянно знакомит читательскую аудиторию с сокровищами еврейской духовности, культуры, литературы; что он, наконец, не только раскрывает людям важные страницы нашей истории, но и предлагает извлекать из них уроки на сегодняшний и завтрашний день. Рост тиража „Лехаим“ ясно свидетельствует о том, что интерес к журналу постоянно растёт — и это доказывает не только общий подъём еврейского самосознания в нашей стране, но прежде всего то, что коллектив журнала умеет нащупать действительно актуальные, интересные для многих тысяч людей темы, глубоко проанализировать их и интеллигентно обсудить с читателем», — подчеркнул главный раввин России.

## Миссия журнала
В интервью «Агентству еврейских новостей», опубликованном в октябре 2004 года, Борух Горин определял задачу журнала следующим образом: «Сегодня у журнала задачи не „научить быть евреем“, а вовлечь в свой мир. Мы не говорим: это моя традиция, моя история. Мы говорим: это твоя традиция, твоя история, твои заповеди, твоя литература», а в интервью Интернет-порталу Jewish.ru, опубликованном в декабре 2013 года, Б. Горин сказал о миссии журнала, что у него — «культуртрегерская цель, которая есть у еврейской деятельности в стране. В рамках этого он ставит перед собой совершенно четкую задачу: сделать так, чтобы человеку, не слишком втянутому в еврейскую жизнь, этот журнал был интересен, чтобы это была его связующая ниточка, которая будет вовлекать его в сферу интересов еврейства. Понятно, что это могут быть евреи или неевреи, неважно».

## Распространение
До 2009 года журнал был бесплатным. В 2016 году тираж журнала составлял 30 000 экземпляров в месяц. Распространяется он в синагогах и общинных центрах по всей России, входящих в Федерацию еврейских общин России (около 160 общин), а также в странах СНГ и Балтии — по подписке и через общины. В США, Европе и Израиле он распространяется только по частной подписке. Работают Интернет-версия журнала, его блог и аккаунт в Facebook.

## Редакция
Редакция журнала расположена в Москве по адресу: 2-й Вышеславцев переулок, дом № 5-А. На 2016 год, помимо главного редактора Боруха Горина, в состав редакции входят административный директор Яков Ратнер, ответственный секретарь Елена Калло, художественный редактор Евгения Черненькова, выпускающие редакторы Лариса Беспалова, Ишайя Гиссер, Галина Зеленина, Ирина Мак, Афанасий Мамедов, Лиза Новикова, Йеуда Рабейко, Виктория Рябцева, Михаил Эдельштейн; помощник художественного редактора Дмитрий Кобринский, корректор Юлия Блисковская, автор макета Евгений Григорьев.

## Авторы
Среди авторов журнала — главный раввин России Берл Лазар (его статьи публикуются в каждом номере), публицисты Арье Барац, Владимир Бейдер, Михаил Горелик, Шауль Резник, Евгений Сатановский, писатели Григорий Канович, братья Давид и Яков Шехтеры, Александр Иличевский, Аркан Карив, Асар Эппель, Михаил Каганович, известные российские журналисты Борис Клин, Николай Сванидзе, Григорий Ревзин, историки Олег Будницкий, Валерий Дымшиц, Галина Зеленина, Геннадий Костырченко, Александр Локшин, Семён Чарный, литературоведы Леонид Кацис, Бенедикт Сарнов, Михаил Эдельштейн.